# Cratere Benoit
Benoit  è un cratere sulla superficie di Mercurio.